# Херман фон Зайн
Херман (Хайнрих) фон Зайн (на немски: Hermann (Heinrich) zu Sayn; * 1543; † 17 март 1588) от рода Зайн-Спонхайм е граф на Графство Зайн.
Той е третият син на граф Йохан IX (VI) фон Зайн (1518 – 1560) и първата му съпруга Елизабет фон Холщайн-Шауенбург-Пинебург (ок. 1520 – 1545), дъщеря на граф Йобст I фон Шауенбург и графиня Мария фон Насау-Диленбург. По-големите му брая са граф Адолф фон Зайн (1538 – 1568) и Хайнрих (1539 – 1606).
По-малките му сестри са Магдалена (1542 – 1599), омъжена 1571 г. за граф Карл фон Мансфелд-Хинтерорт († 1594), Елизабет, абатиса в Есен († 1582). Баща му се жени втори път 1549 г. за Анна фон Хоенлое-Валденбург (1520 – 1594) и той е полубрат на Анна Амалия (1551 – 1571), омъжена 1567 г. за Георг III фон Ербах (1548 – 1605).
След смъртта на баща му през 1560 г. Херман управлява Графство Зайн заедно с чичо си граф Себастиан II († 1573). След смъртта на чичо му брат му Хайнрих наследява през 1573 г. северната част на графството с резиденция Фройзбург.
Херман е наследен от брат му Хайнрих, който 1606 г. е наследен от Анна Елизабет, дъщерята на Херман.

## Фамилия
Херман се жени на 8 септември 1571 г. за графиня Елизабет фон Ербах (* 16 август 1542; † 3 февруари 1598), дъщеря на граф Еберард XII фон Ербах(1511 – 1564) и Маргарета фон Даун (1521 – 1576). Тя е сестра на граф Георг III фон Ербах, женен 1567 г. за неговата полусестра Анна Амалия. Те имат една дъщеря:
- Анна Елизабет фон Сайн (* 1 февруари 1572; † 11 март 1608 в Хахенбург), омъжена на 1 юни 1591 г. за граф Вилхелм II фон Зайн-Витгенщайн (1569 – 1623).